# Goshen (Utah)
Goshen és una població dels Estats Units a l'estat de Utah. Segons el cens del 2000 tenia 874 habitants.

## Demografia
Segons el cens del 2000, Goshen tenia 874 habitants, 272 habitatges, i 214 famílies. La densitat de població era de 468,7 habitants per km².
Dels 272 habitatges en un 48,2% hi vivien nens de menys de 18 anys, en un 70,2% hi vivien parelles casades, en un 5,5% dones solteres, i en un 21% no eren unitats familiars. En el 19,1% dels habitatges hi vivien persones soles el 9,2% de les quals corresponia a persones de 65 anys o més que vivien soles. El nombre mitjà de persones vivint en cada habitatge era de 3,21 i el nombre mitjà de persones que vivien en cada família era de 3,73.
Per edats la població es repartia de la següent manera: un 38,7% tenia menys de 18 anys, un 10,1% entre 18 i 24, un 26,5% entre 25 i 44, un 16,8% de 45 a 60 i un 7,9% 65 anys o més.
L'edat mediana era de 26 anys. Per cada 100 dones de 18 o més anys hi havia 99,3 homes.
La renda mediana per habitatge era de 41.458 $ i la renda mediana per família de 45.855 $. Els homes tenien una renda mediana de 31.750 $ mentre que les dones 21.771 $. La renda per capita de la població era de 12.053 $. Entorn del 7,5% de les famílies i el 13,9% de la població estaven per davall del llindar de pobresa.

## Poblacions més properes
El següent diagrama mostra les poblacions més properes.